# Говорово (Ленинградская область)
Говорово — деревня в Старопольском сельском поселении Сланцевского района Ленинградской области.

## История
Деревня Говорова упоминается на карте Санкт-Петербургской губернии Ф. Ф. Шуберта 1834 года.

ГОВАРОВА — деревня принадлежит ведомству Павловского городового правления, число жителей по ревизии: 77 м. п., 73 ж. п. (1838 год)

Деревня Говорово (Сибиж) отмечена на карте профессора С. С. Куторги 1852 года.

ГОВОРОВА — деревня Павловского городового правления, по просёлочной дороге, число дворов — 20, число душ — 74 м. п. (1856 год)

ГОВОРОВО — деревня Павловского городового правления при колодце, число дворов — 20, число жителей: 86 м. п., 90 ж. п.; Часовня православная. (1862 год) 

В XIX — начале XX века деревня административно относилась к Константиновской волости 1-го земского участка 1-го стана Гдовского уезда Санкт-Петербургской губернии.
Согласно Памятной книжке Санкт-Петербургской губернии 1905 года деревня образовывала Говоровское сельское общество.
До марта 1917 года деревня находилась в составе Константиновской волости Гдовского уезда.
С марта 1917 года, в составе Заручьевского сельсовета Доложской волости.

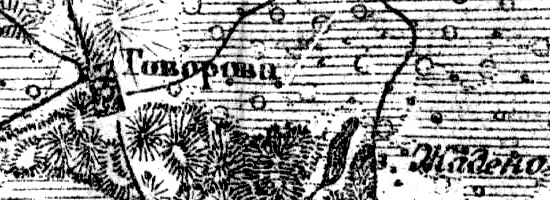
Деревня Говорово на карте 1919 года

Согласно карте Петроградской и Эстляндской губерний издания 1919 года деревня называлась Говорова, озеро расположенное к востоку от деревни называлось Жадено. В деревне находилась деревянная часовня.
С февраля 1927 года, в составе Выскатской волости.
С августа 1927 года, в составе Рудненского района.
В 1928 году население деревни составляло 215 человек.
По данным 1933 года деревня Говорово входила в состав Заручьевского сельсовета Рудненского района. С августа 1933 года, в составе Осьминского района.
С 1 августа 1941 года по 31 января 1944 года, германская оккупация.
С 1961 года, в составе Сланцевского района.
С 1963 года, в составе Кингисеппского района.
По состоянию на 1 августа 1965 года деревня Говорово входила в состав Заручьевского сельсовета Кингисеппского района. С ноября 1965 года, вновь в составе Сланцевского района. В 1965 году население деревни составляло 16 человек.
По данным 1973 года деревня Говорово входила в состав Заручьевского сельсовета.
По данным 1990 года деревня Говорово входила в состав Старопольского сельсовета.
В 1997 году в деревне Говорово Старопольской волости проживали 2 человека, в 2002 году — 8 человек (русские — 87 %).
В 2007 и 2010 годах в деревне Говорово Старопольского СП проживал 1 человек.

## География
Деревня расположена в юго-восточной части района на автодороге 41К-811 (Заручье — Говорово).
Расстояние до административного центра поселения — 18 км.
Расстояние до ближайшей железнодорожной платформы Сланцы — 56 км.
К северу от деревни протекает Жаденский ручей, к востоку — расположено озеро Жаденка.

## Демография
| 1862 | 2007 | 2010 | 2017 |
| ---- | ---- | ---- | ---- |
| 176  | ↘1   | →1   | →1   |